# Elisabeth Marum-Lunau
Elisabeth Marum-Lunau, geborene Marum, (* 1. September 1910 in Karlsruhe; † 5. Juni 1998 in New York) war eine deutsche Juristin und Widerstandskämpferin gegen den Nationalsozialismus. Sie engagierte sich nach dem 2. Weltkrieg als Zeitzeugin.

## Leben und Wirken

### Kindheit und Jugend
Elisabeth Marum wuchs in Karlsruhe auf. Ihre Mutter, Johanna Marum (geborene Benedick, 1886–1964), arbeitete als Stenotypistin, ihr Vater, Ludwig Marum (1882–1934), war Rechtsanwalt und später Reichstagsabgeordneter der Sozialdemokratischen Partei Deutschlands (SPD). Ludwig und Johanna Marum waren bis 1910 Teil der jüdischen Gemeinde in Karlsruhe, wenige Jahre später traten sie jedoch der Freireligiösen Gemeinde bei. Elisabeth Marum hatte zwei Geschwister: Hans Karl Marum und Eva Brigitte Marum. Die Familie gehörte zum Karlsruher Bildungsbürgertum, die politische Tätigkeit und Arbeit ihres Vaters prägte die Familie. Als Elisabeth Marum vier Jahre alt war, begann der Erste Weltkrieg, damit durchlebte sie zahlreiche Luftangriffe auf Karlsruhe. Mit 14 Jahren erhielt Marum-Lunau ihre Jugendweihe, und sie schloss sich der Freidenkerjugend an. 1929 erhielt sie ihr Abitur am Lessing-Gymnasium.

### Ausbildung
1929 begann Elisabeth Marum ein Studium der Rechtswissenschaft an der Universität Heidelberg. In den ersten Semestern schloss sie sich einer kleinen sozialistischen Studentengruppe an und beteiligte sich in dem Studierendenkreis um Gustav Radbruch. Zu ihrem zweiten Semester wechselte sie an die Friedrich-Wilhelms-Universität zu Berlin (der heutigen Humboldt-Universität), wo sie ihren späteren Ehemann Heinz Lunau kennenlernte, der nicht aus einer jüdischen Familie stammte, dem Nationalsozialismus jedoch ebenfalls kritisch gegenüberstand. Beide blieben zwei Semester in Berlin und gingen dann nach München. Das Studium schloss sie am 6. März 1933 mit dem Ersten Juristischen Staatsexamen in Berlin ab. Das NS-Regime verwehrte ihr jedoch auf Grundlage der antijüdischen Rechtsvorschriften im „Gesetz über die Zulassung zur Rechtsanwaltschaft“ die Durchführung des Referendariats und das zweite Staatsexamen, wodurch für sie eine Tätigkeit als Anwältin nicht mehr möglich war.
Ohne Aussichten auf einen juristischen Beruf und als Vorbereitung auf das Leben im Exil, meldete sich Marum im März 1933 in Berlin für eine 18-monatige Ausbildung zur Krankengymnastin und Masseurin in der Charité an, die sie im Sommer 1936 abschloss.

### Widerstand
Neben ihrer Ausbildung suchte Elisabeth Marum Kontakt zu Widerstandsgruppen. Sie war Kurierin von illegalen Flugblättern und leitete diese ins Ausland weiter. Auch gab sie Exilsuchenden Übernachtungsmöglichkeiten.

### Flucht
Wegen seiner politischen Tätigkeit wurde Ludwig Marum am 10. März 1933 in „Schutzhaft“ genommen und am 16. Mai in das im Schloss Kislau eingerichtete Konzentrationslager gebracht. Marum-Lunau kämpfte um die Freilassung ihres Vaters und besuchte ihn dort regelmäßig. Ludwig Marum wurde am 29. März 1934 im KZ Kislau von vier SA-Angehörigen in seiner Zelle ermordet.
Elisabeth Marum-Lunau floh schließlich 1936, nachdem sie ihre Ausbildung beendet hatte, zu ihren Geschwistern und ihrer Mutter in das Exil nach Paris, wo sie auch Heinz Lunau wiedersah. Das Paar wohnte zunächst in der Wohnung des Bruders und in einem billigen Hotel. Später mieteten sie sich eine kleine Wohnung im 15. Arrondissement. Während Heinz seiner schriftstellerischen und juristischen Tätigkeit in Paris weiter nachging, arbeitete Elisabeth als Babysitterin, Vorleserin und Masseurin. Am 31. Juli 1937 heirateten sie auf dem Standesamt von Boulogne-Billancourt.
Aufgrund des Reichsgesetzes vom 14. Juli 1933 wurde am 7. Januar 1939 Elisabeth Marum-Lunau und ihrem Ehemann Heinz Lunau die deutsche Staatsbürgerschaft aberkannt. 6 Monate später erhielten sie ihre ersten Ausweispapiere als Flüchtlinge.
Als das Paar 1939 Verwandte in St. Tropez besuchte, wurde Heinz Lunau aufgrund seiner NS-kritischen Aufsätze verhaftet. Am 12. Oktober 1939 wurde er in der Sammelstelle La Rode in Toulon interniert. 1940 wurde er nach Manosque verlegt und dann als Prestatär der französischen Armee und dem britischen Expeditionskorps in der Bretagne zur Verfügung gestellt.
Marum-Lunau konnte aufgrund eines Reiseverbotes nicht mehr ausreisen. 1940 wurde sie in Südfrankreich interniert, wo sie ihre Schwester und ihre Mutter wiedertraf. Nur ein paar Monate später wurde sie nach St. Tropez entlassen, aufgrund ihres Status als Ehefrau eines Prestatärs. Sie bemühte sich, Einreisegenehmigungen in die Vereinigten Staaten sowohl für sich selbst und ihre Schwester, als auch für ihre Mutter zu besorgen. Aufgrund von guten Beziehungen in New York gelang die Einreise in die Vereinigten Staaten. Nur ihrer Schwester Eva Brigitte Marum wurde aufgrund ihrer Schwangerschaft der Zutritt auf das Schiff in die USA verweigert. Sie wurde im März 1942 in das Vernichtungslager Sobibor verschleppt, wo sie getötet wurde. Ihr Kind überlebte.
Elisabeth Marum-Lunau und ihre Mutter erreichten am 21. September 1941 New York nach einer sechswöchigen Schiffsreise. In der USA änderte sie ihren Vornamen von Elisabeth in Elizabeth. Heinz Lunau erreichte erst Ende 1941 New York. Der Neuanfang war schwierig für das Ehepaar, da sie mit einfachen Tätigkeiten ihren Lebensunterhalt verdienen mussten. 1944 wurde ihre Tochter Dominique Avery in New York geboren. Zwei Jahre nach der Geburt ihrer Tochter ließen sich Elisabeth Marum-Lunau und Heinz Lunau scheiden. Dominique Avery wurde von Marum-Lunau allein aufgezogen.
In New York war Marum-Lunau als  Masseurin in einer Gesundheitsfarm tätig und nebenbei als Sekretärin für einen Schweizer Anwalt. Sie erhielt 1952 eine Entschädigungszahlung aus Deutschland. Damit war es ihr möglich, die Tätigkeit als Masseurin aufzugeben. Noch einmal ein juristisches Studium zu absolvieren, war jedoch finanziell nicht zu stemmen. 1950 begann sie eine erfolgreiche Karriere als Hotelmanagerin, mithilfe ihrer vorherigen juristischen Ausbildung. Sie entwarf für die National Organization of Hotel Housekeepers Satzungen und entwickelte andere juristische Schriftstücke. Marum-Lunau war zu dieser Zeit einige der wenigen im Hotelgewerbe mit akademischer Ausbildung.

### Ehrenamtliche Tätigkeit
Marum-Lunau reiste ab 1975 regelmäßig nach Karlsruhe, um ihre Familiengeschichte zu erforschen. Ihre Archivrecherchen ermöglichten die Publikation der Briefe ihres Vaters aus dem KZ Kislau und des Briefwechsels der Familie im Exil von 1939 bis 1942.
Sie kam regelmäßig nach Deutschland und setzte sich als deutsche Emigrantin für die Versöhnung und Verständigung ein. Bis ins hohe Alter engagierte Marum-Lunau sich in Karlsruhe und im Umland als Zeitzeugin in Schulen.

## Ehrungen
- 1990: Ehrenmedaille der Stadt Karlsruhe für ihre Verdienste um die Versöhnung der Juden mit der Bevölkerung.[5]

## Werke
- Auf der Flucht in Frankreich: „Boches ici, Juifs lá-bas“. Der Briefwechsel einer deutschen Familie im Exil (1939–1942). Hentrich & Hentrich, Karlsruhe 2016, ISBN 978-3-933471-07-9.
- mit Jörg Schadt (Hrsg.): Ludwig Marum: Briefe aus dem Konzentrationslager Kislau. C. F. Müller, Karlsruhe 1984, ISBN 3-7880-9759-0.
- Friedhelm Becker: Ludwig Marum: Biographische Skizzen. Hrsg.: Elisabeth Marum-Lunau. Stadtarchiv der Stadt Karlsruhe, Karlsruhe 1994.
- Arrival at Camp de Gurs: An Eyewitness Report. In: Sibylle Quack (Hrsg.): Between Sorrow and Strength: Women Refugees of the Nazi Period. Cambridge University Press, Cambridge 1996, ISBN 1-139-05262-4, S. 63–68, doi:10.1017/CBO9781139052627.